# Bruegel (tankesmedja)
Bruegel är en europeisk tankesmedja inom den ekonomiska sfären med säte i Bryssel. Tankesmedjan bildades den 10 augusti 2004 och startade sin verksamhet 2005.

## Medlemmar
Tankekedjan har tre kategorier medlemmar.
- Länder: Österrike, Belgien, Cypern,  Tjeckien, Danmark, Finland, Frankrike, Tyskland, Ungern, Irland, Italien, Luxemburg, Nederländerna, Polen, Slovenien, Spanien, Sverige, Storbritannien.

- Företagsmedlemmar: Areva, BP, Deutsche Bank, Deutsche Telekom, EDF[förtydliga], EMI, France Telecom, Fortis, GDF Suez, General Electric, Goldman Sachs, IBM, Nokia, Novartis, NYSE Euronext, Pfizer, Renault, Samsung Electronics, Thomson, UniCredit.

- Forskningsinstitut: CEPII, Centre for European Reform, CESifo, Indian Council for Research on International Economic Relations (ICRIER), IfW, Korean Institute for International Economic Policy (KIEP), Peterson Institute